# Ira Melanox
Ira Melanox (1986) (titlu original La Colère des ténèbres) este un roman fantastique al scriitorului francez Serge Brussolo.

## Cadrul acțiunii
Omenirea este lovită de o criză de fragilitate osoasă, favorizată de stilul de viață stresant și plin de fobii. Oamenii se trezesc cu fracturi spontane la degete sau membre după un efort nesemnificativ, de genul ridicării unei cești sau apăsării unui întrerupător. Boala evoluează și, curând, fracturile devin tot mai numeroase și mai grave, putând ajunge până la implozia cutiei craniene. Stațiunile de pe litoral se umplu cu ghipsați veniți la recuperare, care formează o comunitate dornică de răzbunare pe populația sănătoasă.
Singurele rezultate cu adevărat remarcabile în tratarea acestei afecțiuni îi aparțin profesorului Minsky, dar cercetările sale nu sunt luate în serios de comunitatea științifică. El pornește de la premisa că boala este de natură somatică și încearcă să o facă reversibilă printr-un procedeu care are la bază aceleași principii. Prin grefarea unei perechi de coarne pe fruntea pacientului, operație dublată de injecții cu calciu, el canalizează atenția bolnavului spre creșterea coarnelor și, implict, spre inversarea decalcifierii.

## Intriga
În ciuda unui trecut rămas ca un stigmat în dosarul său - involuntar, la vârsta de 11 ani, a stat la baza unui accident care a devastat o întreagă regiune - David este angajat ca infirmier la institutul profesorului Minsky. Acesta se află în apropierea localității Saint-Alex, stațiune balneară în care vin să se trateze persoanele cu boli osoase. Aici, el află amănunte despre oribila boală a decalcifierii și despre monstrul nevăzut care-i devorează pe unii dintre cei ce îndrăznesc să străbată câmpul ce separă stațiunea de institut.
David își ia postul în primire și este școlit de Julie, tânâra care se ocupă de bolnavii cronici asupra cărora Minsky face experiențe. Aceasta se dovedește a fi fiica unui fost proscris al societății, care caută să se răzbune pe omenire prin intermediul cercetărilor profesorului. În afara metodelor de stopare a decalcifierii, Minsky mai studiază și limbajul olfactiv al unor lăcuste extrem de agresive care trăiesc pe câmpul dintre institut și stațiune și care ucid cu viteza și acuratețea unui glonț, fiind capabile apoi să devoreze victimele.
La îndemnul Juliei, David îl ucide pe profesor și îi continuă cercetările, prelevând mostre de parfumuri din glandele lăcustelor. Aceste parfumuri cu arome extrem de puternice, sunt apoi comercializate pe sume exorbitante în înalta societate sub sigla Ira Melanox. Cei doi se îmbogățesc, iar Julie decide că a sosit momentul să pună în aplicare a doua parte a planului: transportarea lăcustelor în zonele de coastă asaltate de înalta societate și punerea lor în libertate. În contact cu efluviile parfumurilor secretate din glandele lor - și care reprezintă pentru ele ordine de a ucide - lăcustele încep să facă tot mai multe victime.
Puse în fața unui agresor necunoscut, autoritățile decid să pună în carantină localitățile afectate, până la identificarea cauzei morților subite prin ceea ce pare a fi un atentat cu arme de foc. Pe fondul stresului generat de escaladarea evenimentelor, David suferă o criză de decalcifiere. Singurul remediu la care se poate gândi este metoda profesorului Minsky, așa încât plătește cu bani grei o operație de grefare a unei perechi de coarne și revine la institut. Aici o reîntâlnește pe Julie, care a suferit un accident: o lăcustă i-a pătruns în corp și nu a mai avut puterea să iasă, iar acum își sapă galerii subterane în carne, devorând-o pe dinăuntru.
Văzând că situația a scăpat cu totul de sub control, David se decide să anunțe autoritățile cu privire la identitatea agresorului misterios, dar este ucis de lăcuste pe câmpul care separă Saint-Alex de institut.

## Lista personajelor
- David - infirmier cu un trecut infracțional
- Julie - asistenta profesorului Minsky și fiica unui foarte influent om de afaceri care fusese condamnat de societate
- Profesorul Minsky - savant controversat și cercetător avangardist în domeniul tratării fracturilor spontane și al limbajului lăcustelor
- Moș Louis - proprietarul localului Salvarea Marinarului din Saint-Alex
- Mathilde - chelneriță la Salvarea Marinarului
- Georges Alby - proprietarul unui club de culturism din Saint-Alex
- Martine - coafeză la salonul Clio din Saint-Euphrate
- Doctorul Ambush - medic fără scrupule într-un spital din Saint-Euphrate

## Opinii critice
Livre Fantastiques consideră Ira Melanox ca:
„un roman SF atât ciudat, cât și absurd, a cărui lectură ne lasă un gust neplăcut”, în care apar „personaje principale vicioase și nu foarte clar conturate blocate într-o lume ostilă, nesănătoasă și nemiloasă. ”— Livre Fantastiques.fr 
Les Plumes Asthmatiques apreciază că: 
„Serge Brussolo ne atrage din nou în profunzimile imaginației sale pentru a ne oferi o micuță comoară care ne satisface fără efort așteptările. ”— Nocturnus, 2011 